# James Stirling (physicien)
Pour les articles homonymes, voir James Stirling.
William James Stirling CBE SRF FInstP (4 février 1953 - 9 novembre 2018) est un physicien qui est le premier prévôt de l'Imperial College de Londres. Il est nommé à ce poste en août 2013 et prend sa retraite en août 2018.

## Biographie
Il est né à Belfast et grandit à Glengormley, dans le comté d'Antrim, fréquentant d'abord l'école primaire de Glengormley, puis la Belfast Royal Academy. Il est admis en tant que premier cycle à Peterhouse, Université de Cambridge, en 1972, obtenant une première dans la partie IB et la partie II des tripos mathématiques et une distinction dans la partie III. Il obtient un BA en 1975 et continue à Peterhouse pour prendre un doctorat (1979) en physique théorique des particules au département de mathématiques appliquées et de physique théorique. Il remporte un Prix Smith de Mathematiques en 1978.
Après des périodes de recherche aux États-Unis, à Cambridge et à l'Organisation européenne pour la recherche nucléaire (CERN) à Genève, Stirling est nommé maître de conférence à l'Université de Durham en 1986. En 2000, il devient le premier directeur du nouvel Institut de phénoménologie de la physique des particules (IPPP) de l'Université, qui, avec l'Institut de cosmologie computationnelle, fait partie du Centre Ogden de physique fondamentale, et avant de partir à Cambridge, il est pro-vice-chancelier (Recherche) de 2005 à 2008,. À Cambridge, il est professeur jacksonien de philosophie naturelle, directeur du laboratoire Cavendish et membre de Peterhouse à l'université de Cambridge.
De 2001 à 2003, il est le premier président du comité scientifique du Conseil de recherche en physique des particules et en astronomie, le comité consultatif scientifique de haut niveau du conseil de recherche. Il est membre du sous-groupe de physique dans deux exercices d'évaluation de la recherche (2001 et 2008) et est vice-président du groupe de 2008.
Le domaine de recherche de Stirling est la physique théorique des particules. Au cours d'une carrière de recherche de plus de 30 ans, il publie plus de 300 articles de recherche, dont certains des articles fréquemment cités en sciences physiques. Ses recherches portent notamment sur la phénoménologie de la physique des particules - l'interface entre la théorie et l'expérience - et il travaille en étroite collaboration avec des expérimentateurs de laboratoires de recherche en Europe et aux États-Unis. Il est membre de la collaboration de renommée internationale MSTW qui étudie la structure « parton » du proton.
Il est élu membre de la Royal Society en mai 1999. Il est nommé CBE dans la liste des honneurs du Nouvel An 2006, pour ses services à la science. Il est membre du Conseil de la Royal Society en 2007-2008 et, à partir de 2009, siège au Conseil du Conseil des installations scientifiques et technologiques (STFC).